# 미야마 시구레
미야마 시구레(일본어: 美山 しぐれ みやま しぐれ[*])는 전 다카라즈카 가극단 남역이자, 전 츠키구미 조장이다.
도쿄도 출신이다. 예명은 가극단에서 지어주었다. 재단 시절의 예명은 "오지이사마"이다.

## 약력ㆍ인물
1938년, 다카라즈카 가극단 28기생으로 입단하였다. 『세계의 시집』으로 초무대를 밟았다. 입단 당시 성적은 29명 중 21등이었다.
1963년, 츠키구미 조장에 취임하였고, 퇴단하는 해까지 맡았다.
1976년, 다카라즈카 가극단을 퇴단하였다. 퇴단 공연의 연목은 츠키구미 도쿄 다카라즈카 극장 공연 『적과 흑』이다.

## 재단 당시 주요 무대
- 『남쪽의 애수』- 죠테파 役 (1964년 3월)
- 『레뷰 오브 레뷰즈』 (1964년 6월)
- 『윤타』 - 춤추는 남자 役 (1964년 8월)
- 『본 비앙 파리』- 프로벨 役 (1965년 1월)
- 『스페이드 여왕』 - 앤드로비치アンドロヴィッチ 役 (1965년 5월)
- 『판타지아』 - 보석점 주인 役 (1966년 3월)
- 『로렐라이』 - 사이몬 役 (1966년 9월)
- 『어이, 하루카제씨』 - 스승 役／『안개 깊은 엘베 강가』 - 요제프 役 (1967년 1월)
- 『오클라호마!』 - 스키드모어 役 (1967년 7월)
- 『아디오, 아모레』 - 루치아노 役 (1967년 10월)
- 『랩소디』 - 연대장 役 (1968년 4월)
- 『웨스트 사이드 스토리』 - 슈랭크 형사 (1968년 8월、1969년 3월)
- 『아라시가오카』 - 케네스 의사 役 (1969년 10월)
- 『四季の踊り絵巻』 - 花三番 役 (1970년 4월) 다카라즈카EXPO'70 (제1부)
- 『인어공주』 - 마녀 役 (1971년 7월)
- 『골드 힐』 - 슈넬 役 (1971년 12월)
- 『안녕히 마들렌』 - 몬테레이 후작 役 (1972년 2월)
- 『그랑 솔레이유』 - 백만장자 役 (1972년 7월)
- 『안개 깊은 엘베 강가』 - 요제프 役 (1973년 5월)
- 『하얀 아침』- 요헤이 役 (1974년 1월)
- 『베르사이유의 장미』- 메르시 백작 役 (1974년 8월)
- 『春鶯囀』- 늙은이 유지로 役 (1975년 1월)
- 『사랑이야말로 내 생명』 - 피랄 교장 役 (1975년 10월)

## 영화 출연
- 『夕凪』- 크로크의 여자A 役 (1957년, 토호)